# Exclusiviteitscontract
Een exclusiviteitscontract is een contract tussen een aanbieder van diensten of producten en één afnemer, waarbij die laatste exclusief - meestal voor een bepaalde periode - het recht krijgt als enige daarvan gebruik te maken, dus een feitelijk monopolie verwerft.
In de mediasector worden bijvoorbeeld exclusiviteitscontracten gesloten tussen omroepen en sterren of productiehuizen.
De overeenkomst heeft vaak een looptijd (doorgaans enkele jaren). Als tegenprestatie kan de aanbieder bijvoorbeeld een gewaarborgde afzet en/of vergoeding bedingen. De exclusiviteit kan ook beperkt worden tot een bepaalde werksfeer, bijvoorbeeld enkel voor tv-optredens, niet voor theaterwerk.
Tegenover een exclusiviteitscontract staat een overeenkomst die niet-exclusief is. Dit betekent dat de aanbieder dezelfde dienst of product meerdere malen aan verschillende afnemers tegelijkertijd kan aanbieden.